# ماكس جالو
ماكس غالو (بالفرنسية: Max Gallo) (ولد في 7 يناير 1932 بنيس - وتوفي في 18 يوليو 2017 بـكابريس) كاتب، ومؤرخ، وسياسي فرنسي من جذور إيطالية. وهو عضو بأكاديمية اللغة الفرنسية منذ 31 مايو 2007 بالمقعد رقم 24، وتربو مؤلفاته على المئة.
عمل مدرّسا بثانوية نيس مدة خمس سنوات (1960-1965)، ثم أستاذا مساعدا بكلية الآداب بنيس خمس سنوات أخرى (1965-1970)، فأستاذا محاضرا بمعهد الدراسات السياسية بباريس إلى سنة 1975. كما عمل بدار Robert Laffont، حيث أشرف على مجموعة من الإصدارات، وكتب في العديد من الجرائد، وعمل محررا بـL’Express طيلة عشر سنوات (1971-1981). ثم انخرط في الحزب الاشتراكي، سنة 1981، وأصبح ناطقا باسم الحكومة سنتي 84-1983، وعضوا بالبرلمان الأوروبي (1984-1994)، ودعم نيكولا ساركوزي في الانتخابات الرئاسية 2007.

## مؤلفاته
- 1964: إيطاليا موسوليني (Perrin)
- 1966: الخوف الكبير من 1989
- 1967: قضية إيثيوبيا
- 1968: اليسار، الإصلاح والثورة
- 1968: ماكسيمليان روبيسبيير، تاريخ رجل وحيد
- 1969: الطابور الخامس (1930-1940)
- 1969: تاريخ إسبانيا فرانكو
- 1970: ليلة السكاكين الطويلة
- 1971: قبر للكمونة
- 1972: موكب الفاتحين
- 1973: المافيا بين الأسطورة والواقع
- 1973: الملصق: مرآة التاريخ
- 1973: خطوة نحو البحر
- 1974: عصفور الأصول
- 1975: خليج الملائكة 1
- 1976: قصر الحفلات 2
- 1976: منتزه الإنجليز 3

## روابط خارجية
- ماكس جالو على موقع IMDb (الإنجليزية)
- ماكس جالو على موقع مونزينجر (الألمانية)
- ماكس جالو على موقع قاعدة بيانات الفيلم (الإنجليزية)